# Ministry for Pacific Peoples
Das Ministry for Pacific Peoples, in Maori Te Manatū mō Ngā Iwo o Te Moana-nui-a-Kiwa, ist ein Ministerium und Public Service Department (Behörde des öffentlichen Dienstes) in Neuseeland, das für die Belange der Menschen in Neuseeland zuständig ist, die abstammungsmäßig von den Inseln des Pazifischen Ozean stammen.

## Geschichte
Mit dem Anwachsen des Bevölkerungsteils von Menschen, die aus dem Pazifischen Raum stammten, wurde 1984 von der damaligen Labour Regierung mit Richard Prebble erstmals ein Minister (Minister of Pacific Island Affairs) benannt, der sich um die Belange dieser Menschen kümmern sollte. Doch ein eigenes Ministerium für den Bereich blieb ihm zunächst verwehrt. Zur Unterstützung seiner Arbeit wurde für ihn 1985 im Department of Internal Affairs die Pacific Island Affairs Unit eingerichtet. Diese Unit (Abteilung) hatte die Aufgabe, dafür Sorge zu tragen, dass die Belange der Pacific People, so wie sie in Neuseeland genannt werden, in allen Behörden des Landes und bei der Gesetzgebung berücksichtigt wurden. Vor 1984 war das Department of Māori Affairs für die sozioökonomische Entwicklung der Bevölkerungsgruppe zuständig.
Mit der State Sector Order 1990, die am 30. April 1990 Rechtskraft erlangte, wurde noch im selben Jahr das Ministry of Pacific Island Affairs gegründet und die Aufgaben von der Pacific Island Affairs Unit übertragen. 2015 erfolgte unter der Regierung der New Zealand National Party die Umbenennung des Ministeriums in Ministry for Pacific Peoples.